# Bos Sbov (gmina)
Bos Sbov – gmina (khum) w północno-zachodniej Kambodży, we środkowej części prowincji Bântéay Méanchey, w dystrykcie Seirei Saôphoăn.

## Miejscowości
Na obszarze gminy położonych jest 17 miejscowości:

- Trabaek
- Kandal
- Kouk Thum
- Bos Sbov
- Soutr Mont
- Srah Khtum
- Kabau
- Kbal Khting
- Smach
- Boeng Veaeng
- Bantoat Baoh
- Pring Kaong
- Khchas
- Khnhaer
- Khu Svay
- Khvav
- Tbaeng